# Trochalus infranitens
Trochalus infranitens är en skalbaggsart som beskrevs av Leon Fairmaire 1887. Trochalus infranitens ingår i släktet Trochalus och familjen Melolonthidae. Inga underarter finns listade i Catalogue of Life.